# Damian Boruch
Damian Boruch (ur. 14 grudnia 1989 w Olsztynie) – polski siatkarz, grający na pozycji środkowego. Od sezonu 2020/2021 jest zawodnikiem Polskiego Cukru Avia Świdnik.
Z wykształcenia jest inżynierem informatyki, którą ukończył na Uniwersytecie Warmińsko-Mazurskim w Olsztynie.

## Sukcesy klubowe
Mistrzostwo Polski:
- 2017